# 문평공
문평공(文平公)은 시호의 하나이다.

## 고려
- 이지명(李知命, 1127년 ~ 1191년)
- 윤극민(尹克敏)[1]

## 조선
- 조박(趙璞, 1356년 ~ 1408년)
- 전백영(全伯英, ? ~ 1412년)
- 권개(權愷, ? ~ 1468년)
- 김길통(金吉通, 1408년 ~ 1473년)
- 김수온(金守溫, 1409년 ~ 1481년)
- 이계맹(李繼孟, 1458년 ~ 1523년)